# Аркания, Гогита
Гогита Аркания (груз. გოგიტა არქანია, 26 апреля 1984, Очамчира, СССР) — грузинский каратист, Чемпион мира (2014), участник Олимпийских игр, Чемпион мира в Дубае (2021).

## Биография
Родился на территории Абхазии, но затем он уехал из нее. Каратэ начал заниматься в Зугдиди. Первый тренер — Гела Гогохия. В 2014 году стал победителем Чемпионата мира по каратэ в Бремене в категории до 84 килограмм Второй серьезный успех пришел к спортсмену в 2019 году, когда ему удалось завоевать бронзу на Европейских играх в Минске.
В 2021 году каратэ дебютировало в программе Олимпиады в Токио. Путевку на игры Аркания заработал благодаря победе на квалификационном турнире в Париже. В Японии в своей категории он не смог выйти из группы в медальные схватки.
Гиорги Аркания нес фланг Грузии на Церемонии закрытия Олимпийских игр 2020.

## Тренерская деятельность
Помимо выступлений на крупных турниров, Аркания руководит детской командой по каратэ «Аллигаторы». В ее тренировочные лагеря приезжают юные спортсмены из девяти стран мира.